# Свети Атанасий (Требош)
Вижте пояснителната страница за други значения на Свети Атанасий.
„Свети Атанасий“ (на македонска литературна норма: „Свети Атанасиј“) е църква в село Требош, Северна Македония, част от Тетовско-Гостиварската епархия на Македонската православна църква – Охридска архиепископия.
Църквата е гробищен храм, разположен в центъра на селото. Изградена е в XIX век. Обновена е в 1969 година и на 10 октомври 1976 година е осветена.